# Lista das instalações desportivas do Município de Lisboa
As instalações desportivas do Município de Lisboa dependem do Departamento da Atividade Física e do Desporto. Esta entidade administrativa, que planifica e gere a política desportiva do Município de Lisboa, estava anteriormente integrada na Direção Municipal de Educação e Desporto.
Às instalações da sua titularidade, somam-se-lhes diferentes complexos municipais, privados e associativos. De seguida destacam-se as instalações desportivas mais importantes do município.

## Instalações olímpicas
O Município de Lisboa tem mostrado um défice tradicional em matéria de grandes instalações desportivas, comparativamente com outras áreas metropolitanas europeias. Situação que se está a tentar corrigir com projetos com os quais a área metropolitana aspira a celebrar uns Jogos Olímpicos.
Embora ainda não se tenha materializado a designação de Lisboa como cidade olímpica, as autoridades locais têm levado a efeito as obras da Pista de Atletismo Municipal Professor Moniz Pereira.

## Centro Municipal de Marcha e Corrida de Lisboa

### Pista de Atletismo Municipal Professor Moniz Pereira
Se trata de um dos centros desportivos mais importantes da região, com uma pista de 400 metros. Situado na Rua João Amaral, na freguesia de Santa Clara, foi inaugurada em 2007, em frente ao Parque Oeste, e a sua designação pretendeu homenagear o treinador de atletismo Professor Mário Moniz Pereira.

## Hipódromo Municipal de Lisboa
Este complexo desportivo equestre está situado no Campo Grande, na freguesia de Alvalade, junto à Azinhaga dos Ameixiais, em terrenos concessionados pela Câmara Municipal de Lisboa em 1881, junto à Quinta da Calçada, apêndice da Estrada de Telheiras. É um dos poucos hipódromos de Portugal e, sem dúvida, um dos mais importante, junto com o Hipódromo Municipal da Maia e o Hipódromo Municipal Manuel Possolo, em Cascais, o Hipódromo Municipal de Felgueiras, o Hipódromo Municipal da Golegã, o Hipódromo Municipal de Cabeceiras de Basto, o Hipódromo Municipal de Ponte da Barca e o Hipódromo Municipal de Celorico de Basto.
Inaugurado em 1881 como Campo Jockey Club, é herdeiro de uma longa tradição hípica, que se remonta ao ano de 1874, quando se celebrou no concelho de Lisboa a primeira corrida de cavalos, no Hipódromo do Bom Sucesso, em Belém. Em 1875, o Clube Equestre inquilino dos terrenos municipais, fundado em 1873, muda o nome para Jockey Club. Em 1881, fazem-se as primeiras corridas nas alamedas do Campo Grande, mas o entusiasmo popular é fraco. Dois anos depois extingue-se o Jockey Club. A Sociedade Promotora de Apuramento de Raças Cavalares, que arrematara os bens móveis do Jockey Club, ainda realiza algumas corridas, mas o público revela-se desinteressado. O antigo Hipódromo que era também designado por Jockey Club, faz parte de um universo de infraestruturas culturais do período tardo-liberal e I República, constituindo os antecedentes legítimos dos futuros pólos sociais e culturais do Estado Novo para a zona do Campo Grande. O projeto de construção de um novo Hipódromo foi apresentado à Câmara Municipal de Lisboa, em 1918, pela Sociedade Hípica Portuguesa. A ideia de construção de um novo Hipódromo de Lisboa no Campo Grande, consta já do Plano Geral de Melhoramentos da Capital de 1904, plano considerado utópico para a época, idealizado pelo engenheiro e professor de engenharia Ressano Garcia mas não concretizado. Em 1927, a Câmara Municipal de Lisboa concessiona o espaço à Sociedade Civil do Bairro Europa, para a construção de um hipódromo no Campo Grande.
Em 1930, a Câmara Municipal de Lisboa atribuiu uma concessão a titulo precário, renovável a cada 40 anos, à Sociedade Hípica Portuguesa para os terrenos municipais do Hipódromo de Lisboa, no Campo Grande. Foi ali que se instalou a Sociedade Hípica Portuguesa, depois de ter passado pela Palhavã, entre 1911 e 1918, e Sete Rios, até 1930. Em 1953, parte sul dos terrenos foram utilizados pelo Estado para a construção da Cidade Universitária, destruindo parcialmente a pista de corridas e o campo de treino de obstáculos, havendo já anteriormente a parte norte sido abdicada para a construção do antigo estádio de Alvalade.
No entanto, mesmo após as sucessivas concessões atribuídas desde há várias décadas pela Câmara Municipal de Lisboa, a propriedade dos terrenos do Hipódromo Municipal de Lisboa, que inclui originalmente a parcela do Complexo de Piscinas do Estádio Universitário de Lisboa e das antigas cavalariças junto do Pavilhão 3 do Estádio Universitário de Lisboa, continua atualmente a ser disputada entre a Câmara Municipal de Lisboa e o Estado, o que juntamente com as escassas verbas da concessionária tem vindo a dificultar o planeamento e o desenvolvimento deste Complexo Desportivo Hípico.
Nele se celebra o CSIO – Concurso de Saltos Internacional Oficial, a corrida de cavalos mais prestigiosa do calendário hípico português, herdeira do antigo Concurso Hípico Internacional de Lisboa, que data do ano de 1911.

## Pavilhão Carlos Lopes
É um pavilhão desportivo multiusos dependente da Câmara Municipal de Lisboa, situado no Parque Eduardo VII de Inglaterra. Utilizava-se tradicionalmente para torneios de hóquei e de ginástica, pese embora na atualidade carece de um uso desportivo definido e dedica-se a atividades feirais.

## Campos de golfe de Lisboa
O município conta com um total de dois campos de golfe, nomeadamente, o do Paço do Lumiar, situado na Quinta dos Alcoutins, na freguesia do Lumiar, e o Campo Municipal de Golfe da Bela Vista, situado em pleno Parque da Bela Vista, na freguesia de Marvila.

### Campo Municipal de Golfe da Bela Vista
A Câmara Municipal de Lisboa é a proprietária dos terrenos do Campo Municipal de Golfe da Bela Vista, no Parque da Bela Vista, que incluem a parcela onde foi ilegalmente instalado o Colégio Terra da Fantasia sem licença municipal na Rua Quinta da Graça. Este Campo Municipal de Golfe da Bela Vista foi concessionado pela Câmara Municipal de Lisboa em 1997 à empresa A B Golfe - Sociedade de Empreendimentos Desportivos e Turísticos, Lda. por um prazo de 25 anos de concessão, a findar em 2022. Esta concessão encontra-se em litígio com várias ações em Tribunal, sendo que a escritura pública da concessão nunca chegou a ser assinada. Atualmente o Campo Municipal de Golfe da Bela Vista encontra-se abandonado há vários anos pela concessionária, e o concedente Câmara Municipal de Lisboa permanece legalmente impossibilitado de intervir sob pena de ter de indemnizar a concessionária A B Golfe - Sociedade de Empreendimentos Desportivos e Turísticos, Lda.

## Campo Municipal de Automodelismo de Lisboa
Situa-se no Parque Florestal de Monsanto, na freguesia de Benfica, e integra uma pista de radiomodelismo para solo duro e areia.

## Campos de futebol

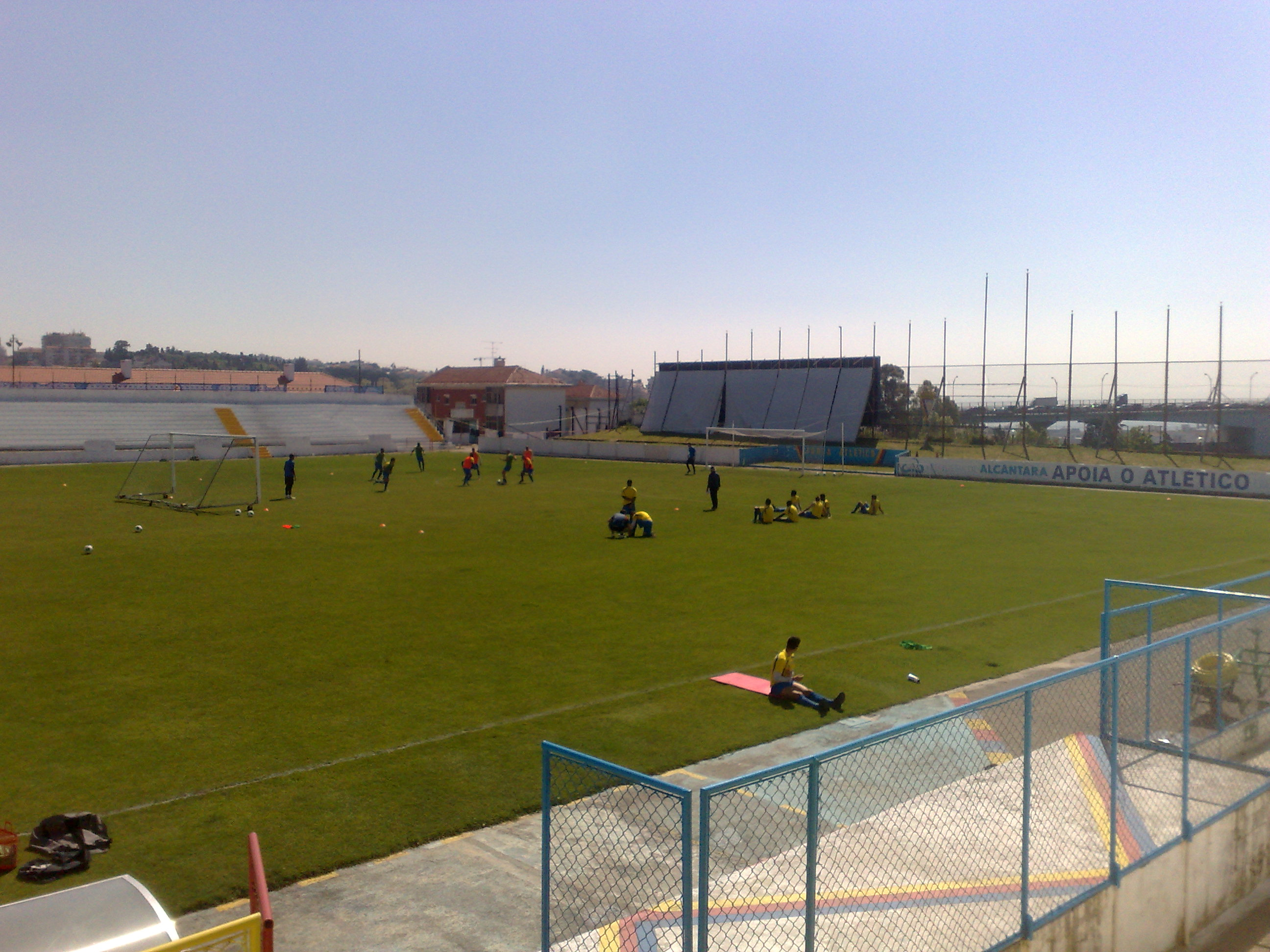
Estádio da Tapadinha, do Atlético Clube de Portugal.

Os estádios mais importantes são o Estádio da Luz, propriedade do Sport Lisboa e Benfica; o Estádio José Alvalade XXI, do Sporting Clube de Portugal; o Estádio do Restelo, do Clube de Futebol "Os Belenenses"; o Estádio da Tapadinha, do Atlético Clube de Portugal; o Estádio Eng.º Carlos Salema, do Clube Oriental de Lisboa; e o Estádio Alfredo Marques Augusto, do Clube Desportivo dos Olivais e Moscavide.
O mais antigo de todos estes é o Estádio da Tapadinha, que abriu as portas em 1926, e a construção mais recente é o Estádio da Luz, inaugurado em 2003. O Estádio Alfredo Marques Augusto foi oficialmente inaugurado em 1948, o Estádio Eng.º Carlos Salema em 1949, o Estádio do Restelo em 1956 e o Estádio José Alvalade XXI quarenta e sete anos depois (em 2003).
O de maior capacidade é o estádio da Luz, propriedade do Sport Lisboa e Benfica, com mais de 65.000 espetadores.
O estádio José de Alvalade é o segundo com maior capacidade, com mais de 50.000 espetadores.

## Centros Desportivos Municipais
| Equipamento | Freguesia               | Serviços |
| --- | ----------------------- | --- |
| Polidesportivos e Complexos Desportivos Municipais |                         | |
| Complexo Desportivo Municipal do Lumiar (Alto da Faia, Telheiras) (até 30 de abril de 2022 arrendado à entidade "Mega Craque", denominação da empresa "Qualisport - Avaliações Desportivas, Lda."). | Lumiar                  | (desativado) Unidades desportivas de ar livre: - 2 campos polidesportivos (futebol de 7, andebol, voleibol, basquetebol, ténis, paddel) Unidades desportivas cobertas: - salas de fitness - salas polivalentes - Sala multiusos (atividades e ciclo indoor) - Sala de fisioterapia - Sala de atividades dirigidas - Piscina climatizada (vaso de 25 metros) |
| Complexo Desportivo Municipal do Casal Vistoso | Areeiro                 | Unidades desportivas cobertas: - Pavilhão polidesportivo - 2 salas multiusos (atividades e ciclo indoor) - Rocódromo indoor - Sala de fitness - Piscina climatizada (vaso de 25 metros) |
| Complexo Desportivo Municipal do Areeiro (concessionado em 10 de maio de 2012 à empresa Supera Areeiro, S.A., prevendo o contrato um prazo de concessão de 35 anos).                                | Areeiro                 | Unidades desportivas cobertas: - 1 sala de fitness - 3 salas polivalentes - Sala de fisioterapia - Sala de atividades dirigidas - Piscina climatizada (vaso de 25 metros e vaso de aprendizagem) - 1 zona termal (spa) - 1 sauna |
| Complexo Desportivo Municipal da Boavista | Benfica                 | Unidades desportivas de ar livre: - 1 campo polidesportivo (futebol de 11 e râguebi) Unidades desportivas cobertas: - Pavilhão polidesportivo - Piscina climatizada (vaso de 25 metros) |
| Complexo Desportivo Municipal da Freguesia de Benfica | Benfica                 | Unidades desportivas cobertas: - Piscina climatizada - Sala multiusos - Ringue |
| Complexo Desportivo Municipal do Alto do Lumiar (Santa Clara) | Santa Clara             | Unidades desportivas de ar livre: - 1 campo polidesportivo (futebol de 11 e râguebi) 100 x 68 metros, bancada de 3000 lugares - 1 campo polidesportivo (futebol de 11 e râguebi) 100 x 64 metros - 1 campo polidesportivo 44 x 22 metros |
| Complexo Desportivo Municipal do Campo Grande (concessionado em 18 de setembro de 2013 à empresa IHS Centro Desportivo Campo Grande, S.A., prevendo o contrato um prazo de concessão de 40 anos).   | Alvalade                | Unidades desportivas cobertas: - 4 salas de musculação e multiusos (atividades e ciclo indoor) - Piscina climatizada (vaso de competição e vaso de aprendizagem) - 1 zona termal (spa, banho turco) - 1 sauna |
| Complexo Desportivo Municipal de São João de Brito | Alvalade                | Unidades desportivas de ar livre: - 3 campos polidesportivos 44 x 22 metros - 1 campo polidesportivo (futebol de 11 e râguebi) |
| Complexo Desportivo Municipal dos Olivais (concessionado em 23 de fevereiro de 2012 à IHS Centro Desportivo Olivais, S.A., prevendo o contrato um prazo de concessão de 40 anos).                   | Olivais                 | Unidades desportivas de ar livre: - Piscina de ar livre - 3 campo de padel Unidades desportivas cobertas: - 1 sala de musculação (atividades e ciclo indoor) - 6 salas polivalentes - Piscina climatizada (vaso de competição e vaso de aprendizagem) - 1 zona termal (spa, banho turco) - 1 sauna                                                          |
| Complexo Desportivo Municipal da Verbena | Misericórdia            | Unidades desportivas de ar livre: - 1 campo polidesportivo - 1 campo de minibásquete |
| Complexo Desportivo Municipal Joaquim Campos (Arroios) | Arroios                 | Unidades desportivas de ar livre: - 1 campo polidesportivo Unidades desportivas cobertas: - Piscina climatizada |
| Pavilhão Polidesportivo Municipal da Ajuda | Alcântara               | 1 pista multiusos (1 área central 40 x 20 metros e 2 áreas laterais 20 x 13 metros) |
| Pavilhão Polidesportivo Municipal do Alto da Faia | Lumiar                  | 1 pista multiusos |
| Pavilhão Polidesportivo Municipal de Carnide (bairro Padre Cruz) | Carnide                 | 1 pista multiusos |
| Pavilhão Polidesportivo Municipal dos Lóios | Marvila                 | 1 pista multiusos |
| Pavilhão Polidesportivo Municipal do Vale Fundão (Parque Vale Fundão, Rua Manuel Teixeira Gomes, Amendoeiras)                                                                                       | Marvila                 | 1 pista multiusos |
| Pavilhão Polidesportivo Municipal da Freguesia de Alvalade (bairro Fonsecas e Calçada) | Alvalade                | 1 pista multiusos |
| Pavilhão Polidesportivo Municipal de Nossa Senhora de Fátima (bairro de Santos) | Avenidas Novas          | 1 pista multiusos |
| Pavilhão Polidesportivo Municipal Manuel Castelo-Branco (Graça) | São Vicente             | 1 pista multiusos |
| Campo Polidesportivo Municipal Filipe da Mata | Avenidas Novas          | 1 campo em relva sintética |
| Campo Polidesportivo Municipal do Rio Seco | Ajuda                   | 1 campo polidesportivo |
| Campo Polidesportivo Municipal do Bairro do Calhau | São Domingos de Benfica | 1 campo polidesportivo |
| Campo Polidesportivo Municipal Capitão Salgueiro Maia | São Domingos de Benfica | 1 campo polidesportivo |
| Campo Polidesportivo Municipal de Santa Catarina (Calçada do Combro, Pátio dos Tanoeiros 82A) | Misericórdia            | 1 campo polidesportivo |
| Campo Polidesportivo Municipal da Quinta do Cabrinha | Alcântara               | 1 campo polidesportivo |
| Campo Polidesportivo Municipal da Horta Nova | Carnide                 | 1 campo polidesportivo |
| Campo Polidesportivo Municipal Álvaro Braga Júnior (Rua Sousa Bastos, Vale Fundão) | Marvila                 | 1 campo polidesportivo |
| Campo Polidesportivo Municipal Capitães de Abril (Avenida João Paulo II, Condado) | Marvila                 | 1 campo polidesportivo |
| Campo Polidesportivo Municipal Dr. Fernando Amado (Praça Dr. Fernando Amado, Condado) | Marvila                 | 1 campo polidesportivo |
| Campo Polidesportivo Municipal do Armador | Marvila                 | 1 campo polidesportivo |
| Campo Polidesportivo Municipal do Campo das Amoreiras (Charneca) | Santa Clara             | 1 campo polidesportivo |
| Campo Polidesportivo Municipal das Torres Edifer (Ameixoeira) | Santa Clara             | 1 campo polidesportivo |
| Campo Polidesportivo Municipal de Caselas | Belém                   | 1 campo polidesportivo |
| Campo Polidesportivo Municipal da Avenida Dr. Alfredo Bensaúde (Ralis) | Olivais                 | 1 campo polidesportivo |
| Campo Polidesportivo do Passadiço (Coração de Jesus) | Santo António           | 1 campo polidesportivo |
| Edifício Multiusos da Pista de Atletismo Municipal Prof. Moniz Pereira | Santa Clara             | Unidades desportivas cobertas: - 1 sala de judo - 2 salas multiusos |
| Campo Municipal de Padel do Campo Grande | Alvalade                | 9 pistas de padel outdoor |
| Pista Municipal de Radiomodelismo de Lisboa (Monsanto) | Benfica                 | 1 pista |
| Piscinas Municipais |                         | |
| Piscina Municipal Baptista Pereira (Rua da Quinta do Loureiro, Ceuta Norte) | Alcântara               | (desativada) |
| Piscina Municipal do Alvito | Alcântara               | Piscina climatizada (vaso de 25 metros e vaso de aprendizagem) |
| Piscina Municipal das Avenidas Novas (Rego) | Avenidas Novas          | Piscina climatizada (vaso de 25 metros e vaso de aprendizagem) |
| Piscina Municipal de Campo de Ourique | Campo de Ourique        | Piscina climatizada (vaso de 25 metros e vaso de aprendizagem) |
| Piscina Municipal de Santa Clara (Ameixoeira) | Santa Clara             | Piscina climatizada (vaso de 25 metros e vaso de aprendizagem) |
| Piscina Municipal de São Vicente (Alfama) | São Vicente             | Piscina climatizada (vaso de 16,70 x 7 metros) |
| Piscina Municipal do Oriente | Parque das Nações       | Piscina climatizada (vaso de 25 metros e vaso de aprendizagem) |
| Piscina Municipal do Restelo | Belém                   | Piscina climatizada (vaso de 25 metros e vaso de aprendizagem) |
| Piscina Municipal de Alvalade (quartel do Regimento de Sapadores Bombeiros) | Alvalade                | |
| Piscina Municipal do Vale Fundão | Marvila                 | Piscina climatizada (vaso de 25 metros e vaso de aprendizagem) |
| Piscina Municipal da Penha de França | Penha de França         | Piscina climatizada (vaso de 25 metros) |

## Instalações Desportivas Municipais Básicas
| Equipamento                                                                           |
| ------------------------------------------------------------------------------------- |
| Campo de Jogos Municipal do Bairro 2 de Maio                                          |
| Campo de Jogos Municipal da Praça Bernardo Santareno                                  |
| Campo de Jogos Municipal da Torrinha                                                  |
| Campo de Jogos Municipal do Campo Santana                                             |
| Campo de Jogos Municipal dos Anjos                                                    |
| Campo de Jogos Municipal do Jardim Fernand                                            |
| Campo de Jogos Municipal Quartin Graça                                                |
| Campo de Jogos Municipal do PER 11                                                    |
| Campo de Jogos Municipal da Quinta do Cabrinha                                        |
| Campo de Jogos Municipal Álvaro Braga Júnior (Condado, PRODAC Norte)                  |
| Campo de Jogos Municipal Adães Bermudes (Lóios)                                       |
| Campo de Jogos Municipal da Mata de São Domingos de Benfica                           |
| Campo de Jogos Municipal do Bairro das Furnas (São Domingos de Benfica)               |
| Campo de Jogos Municipal da Rua António Abreu (Belém)                                 |
| Campo de Jogos Municipal da Rua da Correnteza (Belém)                                 |
| Parque de Skate Municipal do Vale de Chelas                                           |
| Parque de Skate Municipal de São Sebastião (Corredor Verde)                           |
| Parque de Skate Municipal de Monsanto                                                 |
| Parque de Skate Municipal do Parque das Nações (Terreiro dos Radicais)                |
| Instalação Desportiva Municipal Básica do Parque Recreativo do Alvito                 |
| Instalação Desportiva Municipal Básica do Parque do Moínho do Penedo                  |
| Instalação Desportiva Municipal Básica do Parque da Pedra                             |
| Instalação Desportiva Municipal Básica do Parque Vale do Silêncio                     |
| Instalação Desportiva Municipal Básica da Quinta dos Barros (São Domingos de Benfica) |
| Instalação Desportiva Municipal Básica da Rua Jorge Dias (Belém)                      |
| Instalação Desportiva Municipal Básica do Jardim Miradouro de Caselas (Belém)         |
| Campo de Ténis Municipal do Largo Carlos Selvagem (São Domingos de Benfica)           |